# EuroFormula Open Championship
EuroFormula Open Championship (fost Campionatul Spaniol de Formula 3,European F3 Open Championship) este o serie de curse de formule pentru juniori cu sediul în Spania. A fost unul dintre cele șase campionate naționale și internaționale de Formula 3 din Europa și Scandinavia care împreună formau o parte importantă a „scării carierei” stabilite de sub Formula 1. Primul sezon al campionatului a avut loc în 2001. În 2006, a fost marcat drept Campionatul Spaniol de F3 de către Toyota, în respect față de unicul său furnizor de motoare. În 2020, campionatul a încetat să mai fie un campionat de F3 și își va împărtăși specificațiile cu Super Formula Lights din Japonia, pe baza standardelor de Formula 3 din generația anterioară, în primul rând cu o gamă de motoare.